# Käromål
Käromål kallas en skrivelse som inleder en rättegång i tvistemål. Käromålet förenas med en ansökan om stämning. Käromålet innehåller kärandens yrkande(n), samt motivering till detta/dessa.